# Cransac-les-Thermes
Cransac-les-Thermes (bis zum 10. Januar 2025 Cransac) ist eine französische Gemeinde mit 1.464 Einwohnern (Stand: 1. Januar 2022) im Département Aveyron in der Region Okzitanien. Sie gehört zum Arrondissement Villefranche-de-Rouergue und zum Kanton Enne et Alzou. Die Einwohner werden Cransacois genannt.

## Geografie
Cransac-les-Thermes liegt am Fluss Enne. Der Fluss Riou Viou begrenzt die Gemeinde im Süden. Umgeben wird Cransac von den Nachbargemeinden Aubin im Westen und Norden, Firmi im Nordosten und Osten sowie Auzits im Süden.

## Bevölkerungsentwicklung
| Jahr                       | 1962 | 1968 | 1975 | 1982 | 1990 | 1999 | 2006 | 2012 | 2019 |
| Einwohner                  | 4132 | 3244 | 2870 | 2520 | 2180 | 1821 | 1728 | 1641 | 1473 |
| Quellen: Cassini und INSEE |      |      |      |      |      |      |      |      |      |

## Verkehr
Cransac-les-Thermes hat einen Bahnhof an der Bahnstrecke Capdenac–Rodez und wird im Regionalverkehr von Zügen des TER Occitanie zwischen Brive-la-Gaillarde und Rodez bedient.

## Sehenswürdigkeiten
- Thermalquellen von Cransac-les-Thermes

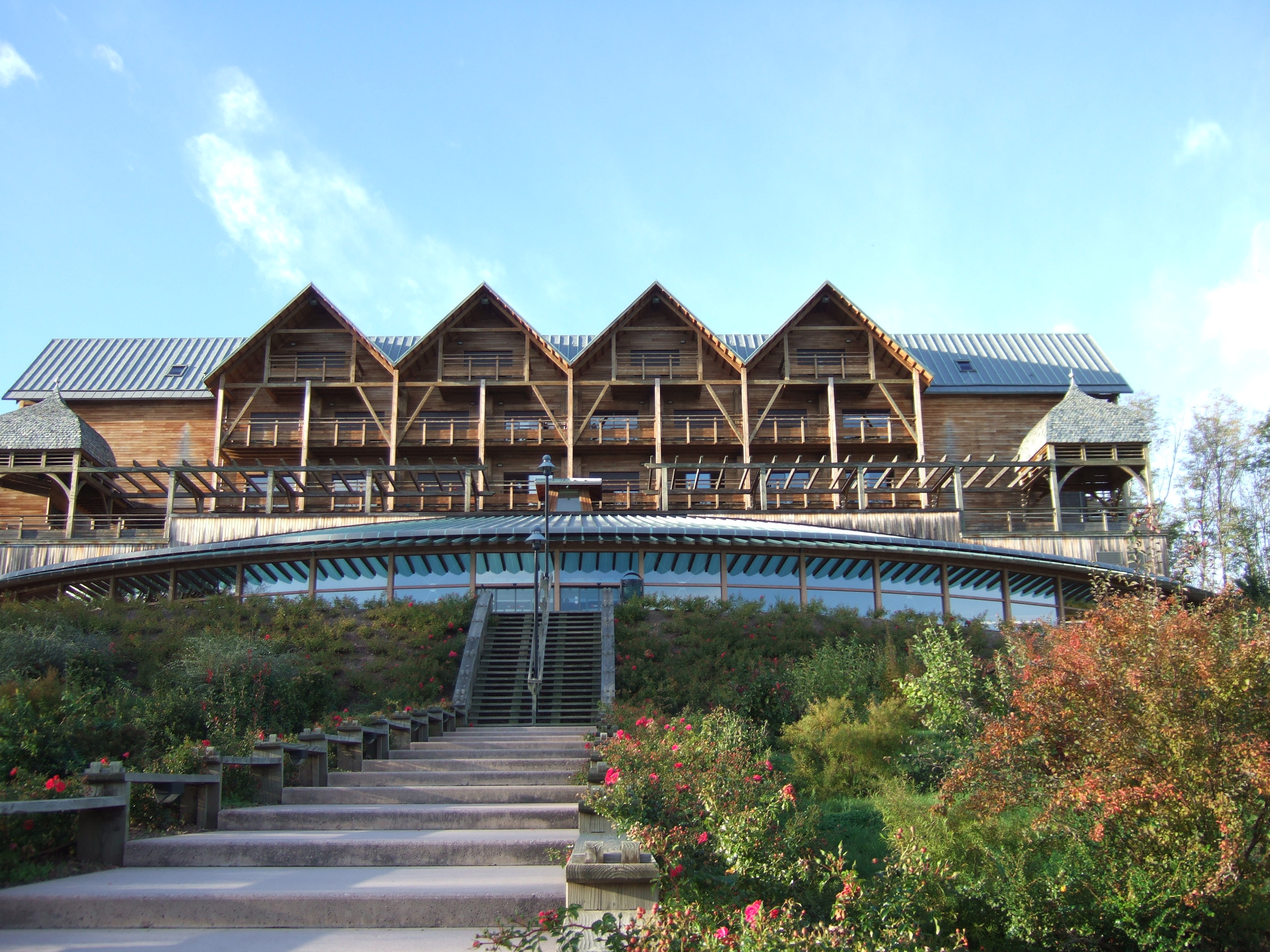
Thermalbad Cransac

## Persönlichkeiten
- Joël Ahache (* 1951), Fußballspieler

## Nachweise
1. ↑  Décret n° 2025-34 du 8 janvier 2025 portant changement du nom de communes, legifrance.gouv.fr, abgerufen am 20. Januar 2025